# Red Oak, Iowa
Red Oak är en stad (city) i Montgomery County, i delstaten Iowa, USA. Enligt United States Census Bureau har staden en folkmängd på 5 688 invånare (2011) och en landarea på 10,2 km². Red Oak är huvudort i Montgomery County.